# Salón Alejandro
Salón Alejandro es el salón principal de la parte sureste del Palacio de Invierno en San Petersburgo.

## Historia
Fue construido por Alexander Pavlovich Bryullov (hermano del artista K. P. Bryullov ) en 1839 en el sitio de la Sala de la Guardia Cavalier y la Sala del Pasaje (Alfombra) que estaban aquí antes del incendio. Estando en el eje con el Armorial Hall, continúa una serie de salas ceremoniales de la Gran Enfilada y al mismo tiempo precede a la serie de Salas de pinturas militares (actualmente se presenta en estas salas una colección de pinturas francesas), ubicadas en la parte sur del palacio con vistas a la Plaza del Palacio .

## Programa ideológico y solución arquitectónica
Fue diseñado por el arquitecto Bryullov en 1838 durante la reconstrucción de los interiores frontales del palacio después del devastador incendio de 1837 y concebido como un monumento a la victoria de Rusia en la Guerra Patria de 1812. A diferencia del retrato Galería Militar, la idea de perpetuar la memoria de la guerra con Napoleón encuentra aquí una solución figurativa y alegórica en forma de estilización artística. La arquitectura de la sala combina elementos del gótico europeo occidental, el imperio y los símbolos nacionales rusos de una manera inusual. Siete pares de soportes de pared están diseñados en forma de vigas de columnas en estilo gótico. La aparición de tal técnica generalmente se explica por una necesidad constructiva: el soporte de bóvedas de abanico, sin embargo, también se puede asociar con la existencia de un programa ideológico oculto para decorar la sala, los misterios del destino y las simpatías secretas del emperador Alejandro I. Se conoce la participación personal de su hermano menor, el emperador Nicolás I, en el desarrollo de un programa para decorar el salón conmemorativo. Es posible que, como en el diseño de la Columna de Alejandro, Nikolai Pavlovich buscara rendir homenaje a su predecesor en el trono. La combinación de la ornamentación del Imperio Francés con las águilas bicéfalas rusas y los motivos de las antiguas armas rusas también tiene un significado triunfal.
La decoración escultórica del salón estuvo a cargo de D. Azhi. En la luneta de la pared del fondo se colocó un medallón con el perfil de Alejandro I en la forma de la antigua deidad eslava Rodomysl, la sala está decorada con medallones agrandados de Fyodor Tolstoy, alternando con figuras de Glory. En el extremo norte de la sala, en lugar de una ventana ya hecha, en la primavera de 1839, se propuso instalar un gran retrato de cuerpo entero del emperador en un enorme bastidor dorado hasta el suelo, y el espacio posterior estaba colgado con cortinas de brocado carmesí con águilas bicéfalas doradas bordadas en él. El marco no ha sobrevivido.

## Exposición
Previamente, en la sala se exhibían pinturas de B. P. Villevalde dedicadas a las principales batallas de las Campañas Extranjeras de 1813-1814.
Actualmente, la sala exhibe una colección de plata de Europa occidental de los siglos XVII-XVIII. en vitrinas-armarios masivos que violan la percepción espacial.

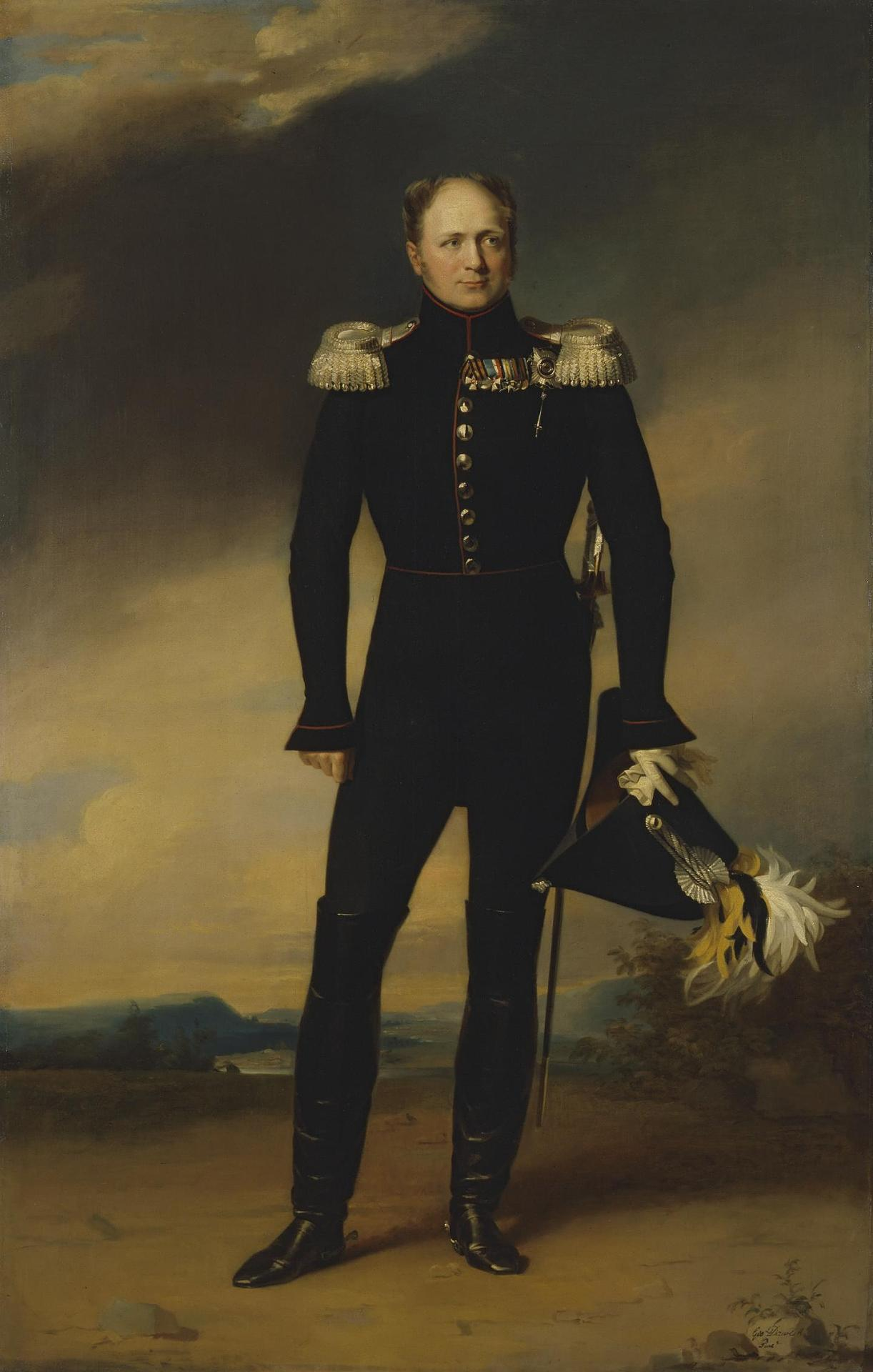
Retrato del emperador Alejandro I, J. Doe, 1824.
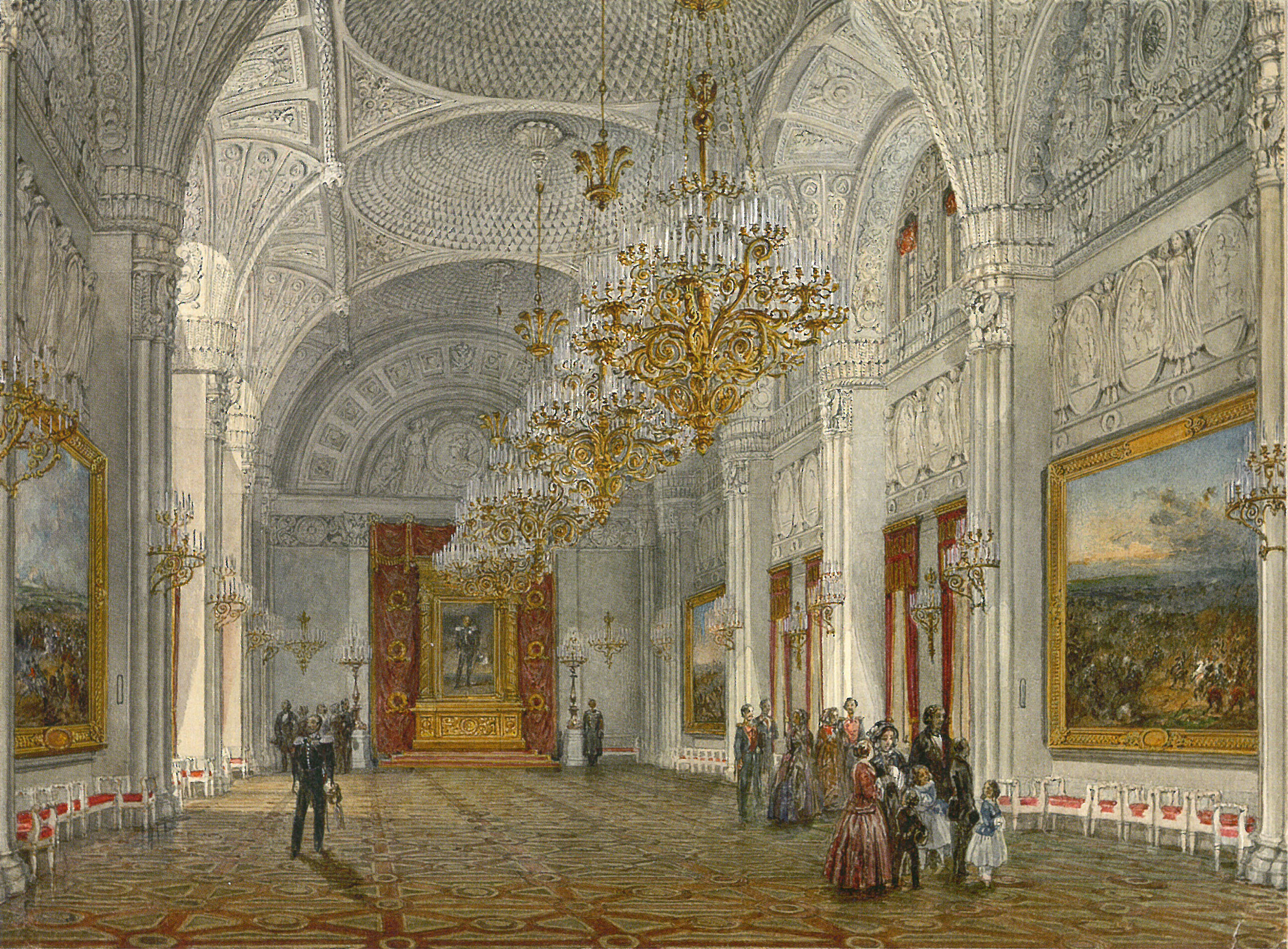
El salón a mediados del siglo XIX, pintura de V. S. Sadovnikov.
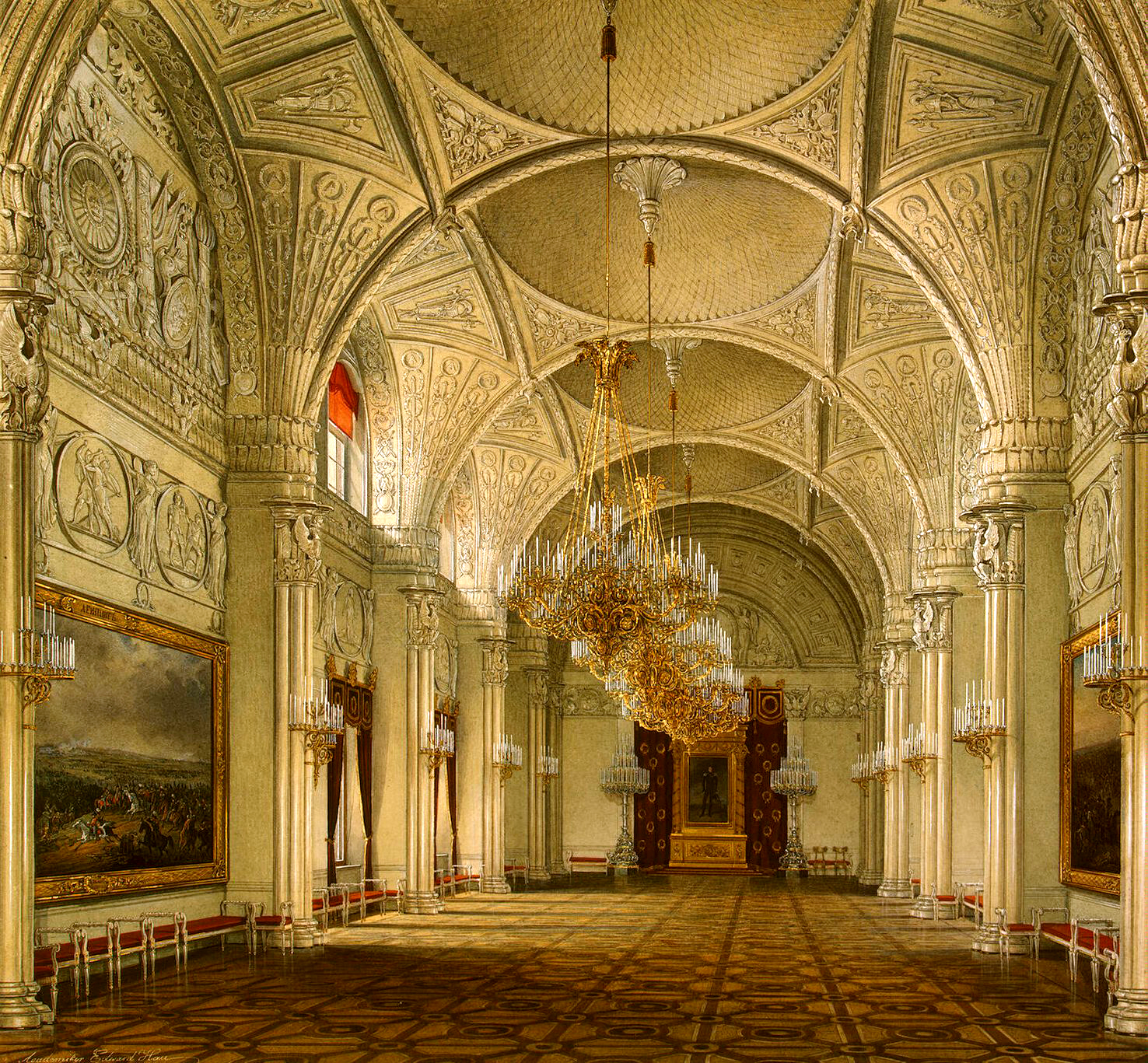
El salón en 1861, pintura de E. P. Gau.
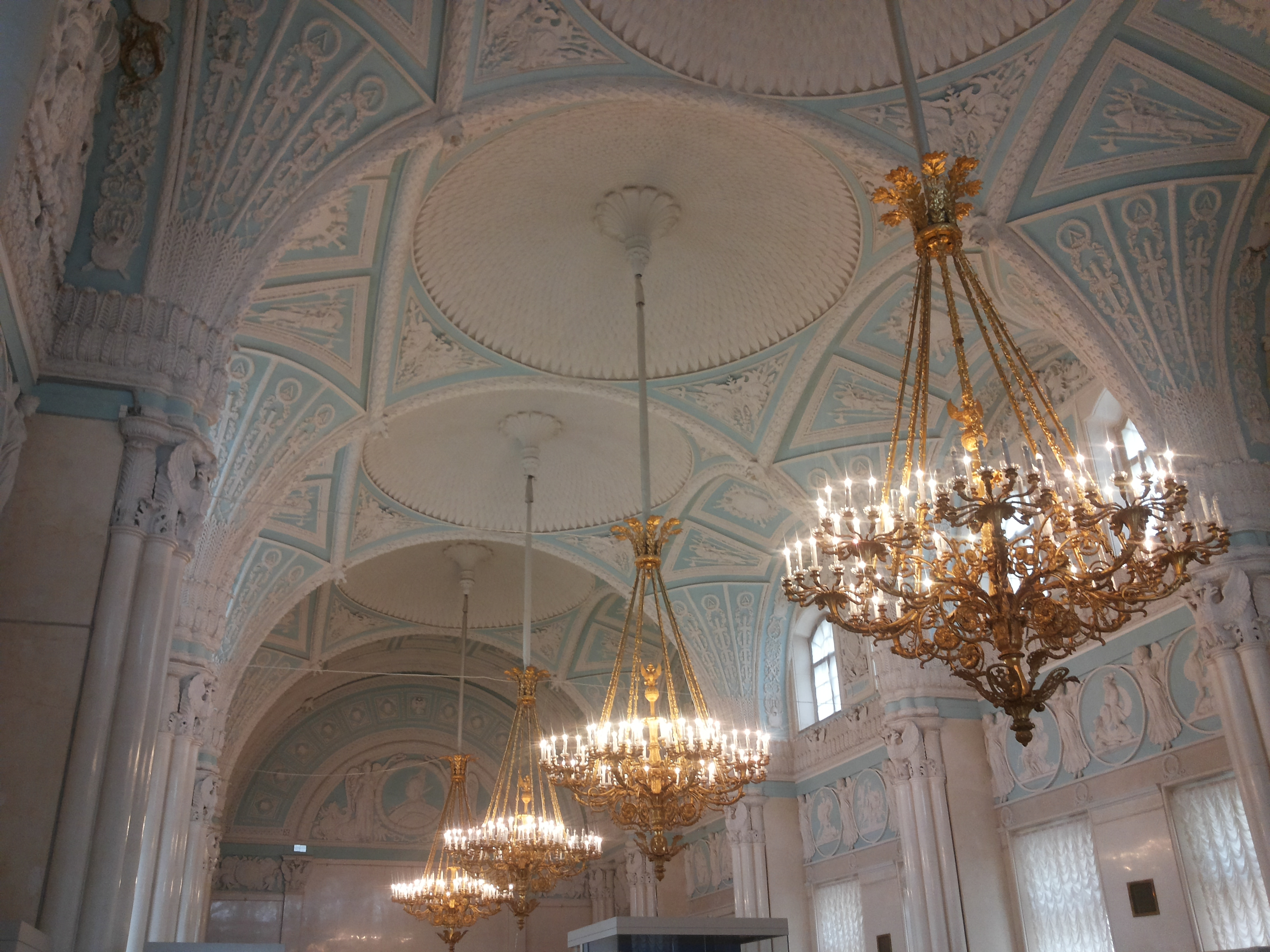
Bóvedas de abanico.
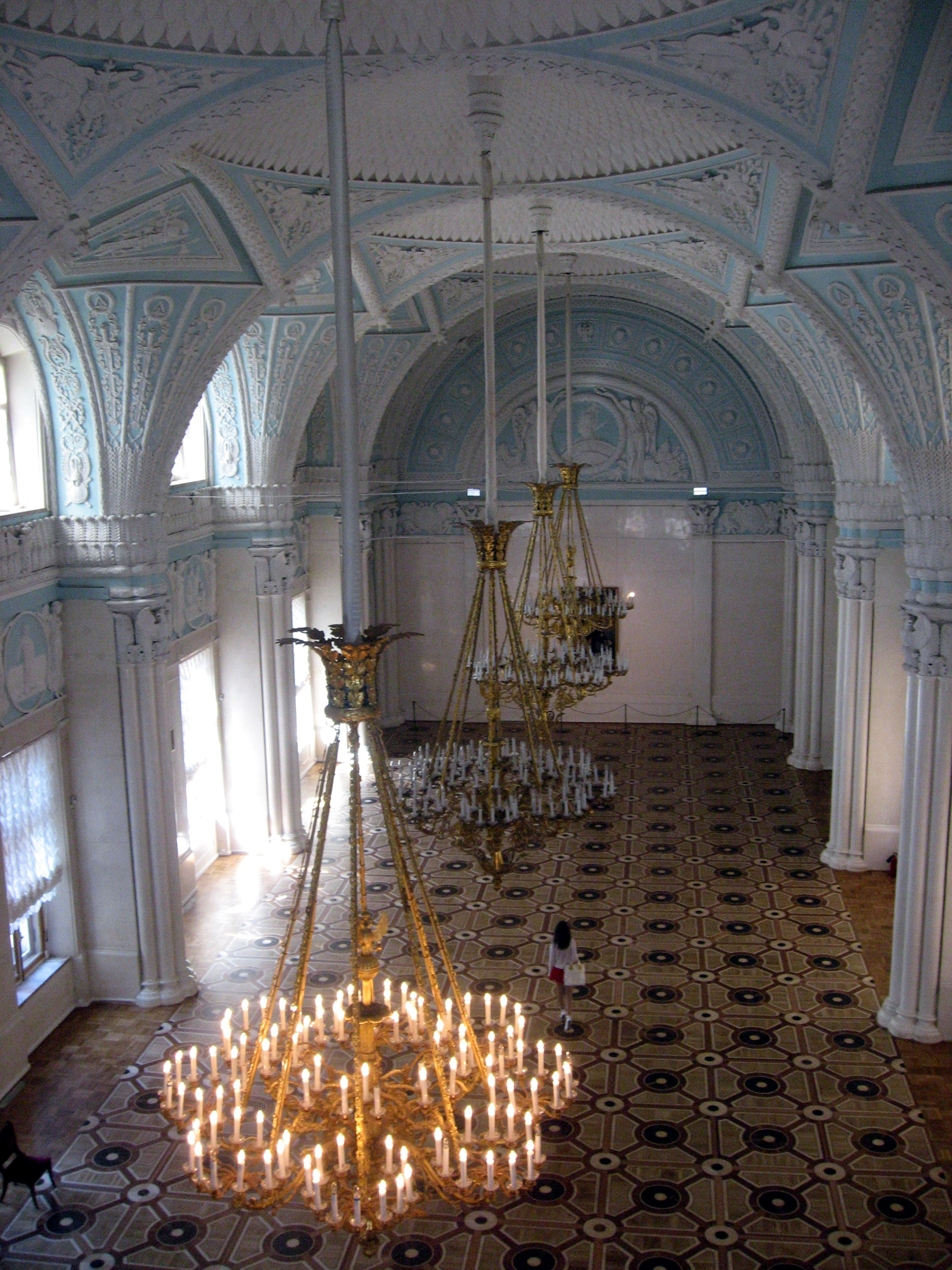
Imagen del salón en 2008.
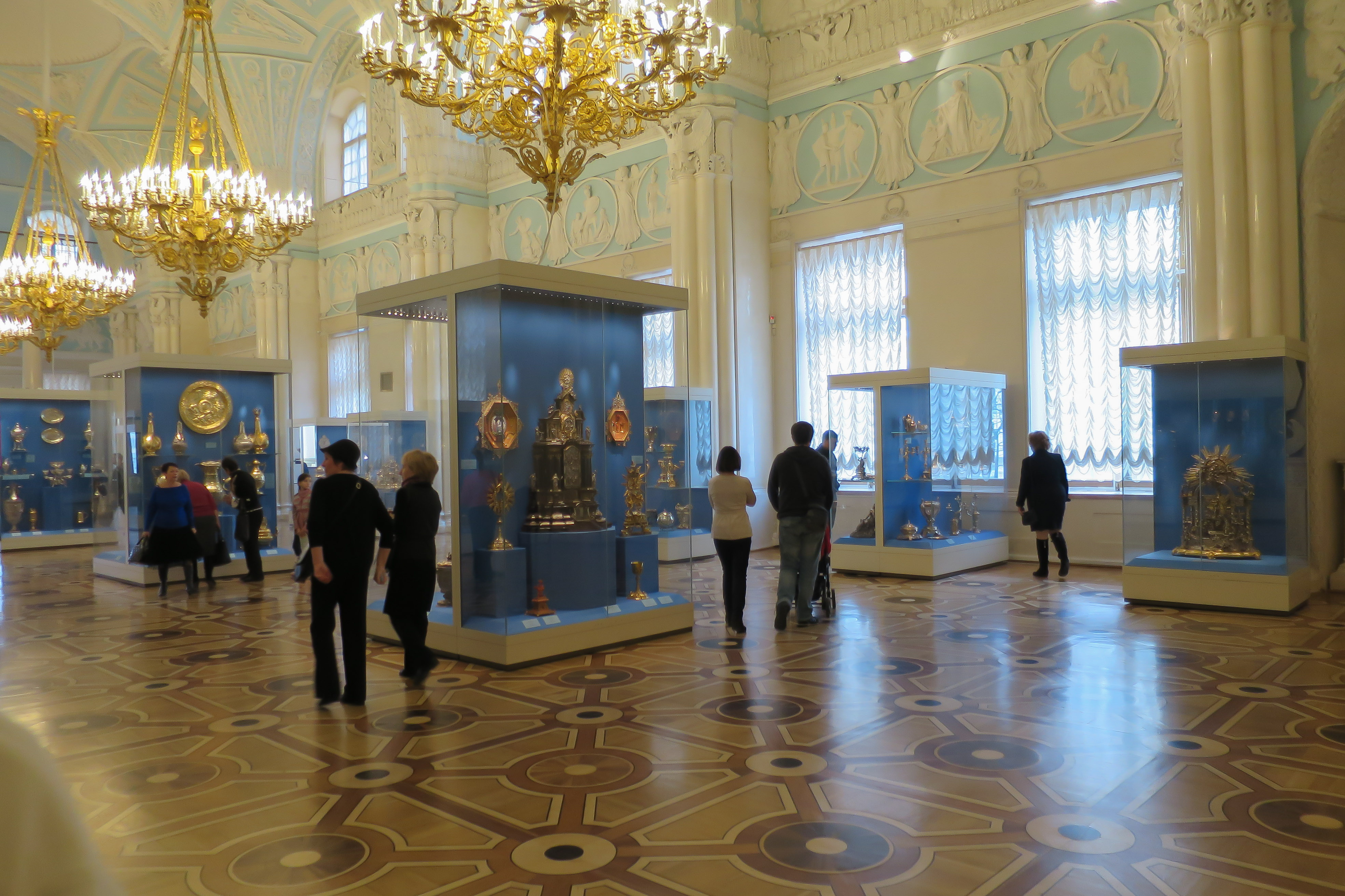
Imagen del salón en 2015.